# Première circonscription de la Haute-Saône (1958-1986)
Pour les articles homonymes, voir Première circonscription de la Haute-Saône (homonymie).
La première circonscription de la Haute-Saône est une circonscription législative française qui exista entre 1958 et 1986 dans le département de la Haute-Saône (70) situé en région Franche-Comté.

## Composition
La première circonscription de la Haute-Saône était composée de :
- canton d'Amance
- canton d'Autrey-lès-Gray
- canton de Champlitte-et-le-Prélot
- canton de Combeaufontaine
- canton de Dampierre-sur-Salon
- canton de Fresne-Saint-Mamès
- canton de Gray
- canton de Gy
- canton de Jussey
- canton de Marnay
- canton de Pesmes
- canton de Port-sur-Saône
- canton de Rioz
- canton de Scey-sur-Saône-et-Saint-Albin
- canton de Vesoul
- canton de Vitrey-sur-Mance

Source : Journal Officiel du 14-15 Octobre 1958. 

## Historiques des élections

### Élections de 1958
| Candidat                 | Candidat                 | Parti et coalition       | Premier tour | Premier tour | Second tour | Second tour |
| Candidat                 | Candidat                 | Parti et coalition       | Voix         | %            | Voix        | %           |
| ------------------------ | ------------------------ | ------------------------ | ------------ | ------------ | ----------- | ----------- |
|                          | Pierre Vitter            | CNIP                     | 22 010       | 44,09        | 26 499      | 53,22       |
|                          | Pierre Rénet             | RAD                      | 13 304       | 26,65        | 17 847      | 35,84       |
|                          | Claude Gaillard          | EXD                      | 5 476        | 10,97        | 3 750       | 7,53        |
|                          | René Blanchot            | PCF                      | 4 804        | 9,62         | Retrait     | Retrait     |
|                          | Roger Laburthe           | DVD                      | 2 801        | 5,61         | 1 696       | 3,40        |
|                          | Émile Gauthier           | CR                       | 1 423        | 2,85         |             |             |
|                          |                          |                          |              |              |             |             |
| Votes valides            | Votes valides            | Votes valides            | 51 117       | 97,65        | 50 992      | 97,65       |
| Votes blancs et nuls     | Votes blancs et nuls     | Votes blancs et nuls     | 1 199        | 2,35         | 1 200       | 2,35        |
| Total                    | Total                    | Total                    | 51 117       | 100          | 50 992      | 100         |
| Abstention               | Abstention               | Abstention               | 15 071       | 22,77        | 14 870      | 22,58       |
| Inscrits / participation | Inscrits / participation | Inscrits / participation | 51 117       | 77,23        | 50 992      | 77,42       |

Le suppléant de Pierre Vitter était Roger Loth, docteur vétérinaire, conseiller général du canton de Noroy-le-Bourg, conseiller municipal de Vesoul.

### Élections de 1962
| Inscrits                 | Inscrits                 | Inscrits                 | 64 846    |             |  |  |
| Abstentions              | Abstentions              | Abstentions              | 20 172    | 31,11 %     |  |  |
| Votants                  | Votants                  | Votants                  | 44 674    | 68,89 %     |  |  |
|                          |                          |                          |           |             |  |  |
| Bulletins enregistrés    | Bulletins enregistrés    | Bulletins enregistrés    | 44 674    |             |  |  |
| Bulletins blancs ou nuls | Bulletins blancs ou nuls | Bulletins blancs ou nuls | 2 293     | 5,13 %      |  |  |
| Suffrages exprimés       | Suffrages exprimés       | Suffrages exprimés       | 42 381    | 94,87 %     |  |  |
|                          |                          |                          |           |             |  |  |
|                          | Candidat                 | Parti                    | Suffrages | Pourcentage |  |  |
|                          | Pierre Vitter            | CNIP                     | 22 033    | 51,99 %     |  |  |
|                          | Pierre Rénet             | RADSOC                   | 12 419    | 29,3 %      |  |  |
|                          | Henri Carel              | PCF                      | 5 219     | 12,31 %     |  |  |
|                          | Paul Thiabaud            | EXD                      | 2 710     | 6,39 %      |  |  |

Le suppléant de Pierre Vitter était Roger Loth.

### Élections de 1967
|                          |                          |                          | Premier tour | Premier tour | Second tour | Second tour |
| ------------------------ | ------------------------ | ------------------------ | ------------ | ------------ | ----------- | ----------- |
| Inscrits                 | Inscrits                 | Inscrits                 | 64 749       |              | 64 731      |             |
| Abstentions              | Abstentions              | Abstentions              | 12 970       | 20,03 %      | 12 979      | 20,05 %     |
| Votants                  | Votants                  | Votants                  | 51 779       | 79,97 %      | 51 752      | 79,95 %     |
|                          |                          |                          |              |              |             |             |
| Bulletins enregistrés    | Bulletins enregistrés    | Bulletins enregistrés    | 51 779       |              | 51 752      |             |
| Bulletins blancs ou nuls | Bulletins blancs ou nuls | Bulletins blancs ou nuls | 1 297        | 2,5 %        | 1 428       | 2,76 %      |
| Suffrages exprimés       | Suffrages exprimés       | Suffrages exprimés       | 50 482       | 97,5 %       | 50 324      | 97,24 %     |
|                          |                          |                          |              |              |             |             |
|                          | Candidat                 | Parti                    | Suffrages    | Pourcentage  | Suffrages   | Pourcentage |
|                          | Pierre Vitter            | RI                       | 23 835       | 47,21 %      | 26 770      | 53,2 %      |
|                          | Gabriel Bergougnoux      | FGDS                     | 13 782       | 27,3 %       | 23 554      | 46,8 %      |
|                          | Gaston Simonot           | CD                       | 6 501        | 12,88 %      |             |             |
|                          | André Vuillien           | PCF                      | 6 364        | 12,61 %      |             |             |

Le suppléant de Pierre Vitter était Roger Loth.

### Élections de 1968
| Inscrits                 | Inscrits                 | Inscrits                 | 64 631    |             |  |  |
| Abstentions              | Abstentions              | Abstentions              | 12 686    | 19,63 %     |  |  |
| Votants                  | Votants                  | Votants                  | 51 945    | 80,37 %     |  |  |
|                          |                          |                          |           |             |  |  |
| Bulletins enregistrés    | Bulletins enregistrés    | Bulletins enregistrés    | 51 945    |             |  |  |
| Bulletins blancs ou nuls | Bulletins blancs ou nuls | Bulletins blancs ou nuls | 1 232     | 2,37 %      |  |  |
| Suffrages exprimés       | Suffrages exprimés       | Suffrages exprimés       | 50 713    | 97,63 %     |  |  |
|                          |                          |                          |           |             |  |  |
|                          | Candidat                 | Parti                    | Suffrages | Pourcentage |  |  |
|                          | Pierre Vitter            | RI-UDR                   | 29 864    | 58,89 %     |  |  |
|                          | Gabriel Bergougnoux      | FGDS-CIR                 | 12 782    | 25,2 %      |  |  |
|                          | André Vuillien           | PCF                      | 4 891     | 9,64 %      |  |  |
|                          | Guy Vieuxmaire           | PSU                      | 1 713     | 3,38 %      |  |  |
|                          | Jean Herbert             | Républicain de gauche    | 1 463     | 2,88 %      |  |  |

Le suppléant de Pierre Vitter était Roger Loth.

### Élections de 1973
|                          |                          |                          | Premier tour | Premier tour | Second tour | Second tour |
| ------------------------ | ------------------------ | ------------------------ | ------------ | ------------ | ----------- | ----------- |
| Inscrits                 | Inscrits                 | Inscrits                 | 67 359       |              | 67 345      |             |
| Abstentions              | Abstentions              | Abstentions              | 12 698       | 18,85 %      | 10 664      | 15,83 %     |
| Votants                  | Votants                  | Votants                  | 54 661       | 81,15 %      | 56 681      | 84,17 %     |
|                          |                          |                          |              |              |             |             |
| Bulletins enregistrés    | Bulletins enregistrés    | Bulletins enregistrés    | 54 661       |              | 56 681      |             |
| Bulletins blancs ou nuls | Bulletins blancs ou nuls | Bulletins blancs ou nuls | 1 373        | 2,51 %       | 645         | 1,14 %      |
| Suffrages exprimés       | Suffrages exprimés       | Suffrages exprimés       | 53 288       | 97,49 %      | 56 036      | 98,86 %     |
|                          |                          |                          |              |              |             |             |
|                          | Candidat                 | Parti                    | Suffrages    | Pourcentage  | Suffrages   | Pourcentage |
|                          | Pierre Vitter            | RI-URP                   | 19 976       | 37,49 %      | 24 116      | 43,04 %     |
|                          | Jean-Marcel Jeanneney    | MR                       | 13 250       | 24,86 %      | 9 762       | 17,42 %     |
|                          | Victor Magnin            | PS                       | 12 664       | 23,77 %      | 22 158      | 39,54 %     |
|                          | Marcel Demésy            | PCF                      | 7 398        | 13,88 %      |             |             |

Le suppléant de Pierre Vitter était Pierre Chantelat, maire adjoint de Vesoul.

### Élections de 1978
|                          |                          |                          | Premier tour | Premier tour | Second tour | Second tour |
| ------------------------ | ------------------------ | ------------------------ | ------------ | ------------ | ----------- | ----------- |
| Inscrits                 | Inscrits                 | Inscrits                 | 75 878       |              | 75 882      |             |
| Abstentions              | Abstentions              | Abstentions              | 11 539       | 15,21 %      | 8 851       | 11,66 %     |
| Votants                  | Votants                  | Votants                  | 64 339       | 84,79 %      | 67 031      | 88,34 %     |
|                          |                          |                          |              |              |             |             |
| Bulletins enregistrés    | Bulletins enregistrés    | Bulletins enregistrés    | 64 339       |              | 67 031      |             |
| Bulletins blancs ou nuls | Bulletins blancs ou nuls | Bulletins blancs ou nuls | 1 316        | 2,05 %       | 1 062       | 1,58 %      |
| Suffrages exprimés       | Suffrages exprimés       | Suffrages exprimés       | 63 023       | 97,95 %      | 65 969      | 98,42 %     |
|                          |                          |                          |              |              |             |             |
|                          | Candidat                 | Parti                    | Suffrages    | Pourcentage  | Suffrages   | Pourcentage |
|                          | Pierre Chantelat         | UDF                      | 18 277       | 29 %         | 34 565      | 52,4 %      |
|                          | Victor Magnin            | PS                       | 18 218       | 28,91 %      | 31 404      | 47,6 %      |
|                          | Jean-Claude Duverget     | RPR                      | 14 290       | 22,67 %      |             |             |
|                          | Guy Jeanblanc            | PCF                      | 7 306        | 11,59 %      |             |             |
|                          | Ida Royer                | MRG                      | 2 392        | 3,8 %        |             |             |
|                          | Christiane Petitot       | LO                       | 1 203        | 1,91 %       |             |             |
|                          | Alain Goguey             | Front Autogestionnaire   | 945          | 1,5 %        |             |             |
|                          | Edmond Chatel            | PCF diss. soutien LCR    | 392          | 0,62 %       |             |             |

Le suppléant de Pierre Chantelat était Gérard Faivre, expert agricole et foncier, maire de Gezier.

### Élections de 1981
|                          |                          |                          | Premier tour | Premier tour | Second tour | Second tour |
| ------------------------ | ------------------------ | ------------------------ | ------------ | ------------ | ----------- | ----------- |
| Inscrits                 | Inscrits                 | Inscrits                 | 78 420       |              | 78 424      |             |
| Abstentions              | Abstentions              | Abstentions              | 19 454       | 24,81 %      | 12 520      | 15,96 %     |
| Votants                  | Votants                  | Votants                  | 58 966       | 75,19 %      | 65 904      | 84,04 %     |
|                          |                          |                          |              |              |             |             |
| Bulletins enregistrés    | Bulletins enregistrés    | Bulletins enregistrés    | 58 966       |              | 65 904      |             |
| Bulletins blancs ou nuls | Bulletins blancs ou nuls | Bulletins blancs ou nuls | 898          | 1,52 %       | 736         | 1,12 %      |
| Suffrages exprimés       | Suffrages exprimés       | Suffrages exprimés       | 58 068       | 98,48 %      | 65 168      | 98,88 %     |
|                          |                          |                          |              |              |             |             |
|                          | Candidat                 | Parti                    | Suffrages    | Pourcentage  | Suffrages   | Pourcentage |
|                          | Christian Bergelin       | RPR                      | 28 796       | 49,59 %      | 32 955      | 50,57 %     |
|                          | Claude Charpentier       | PS                       | 24 210       | 41,69 %      | 32 213      | 49,43 %     |
|                          | Frédéric Bernabé         | PCF                      | 3 970        | 6,84 %       |             |             |
|                          | Claude Faÿ               | MRG                      | 1 092        | 1,88 %       |             |             |

Le suppléant de Christian Bergelin était Bernard Ferry, UDF, chargé de mission national du PR.